# ليونورا فاني
ليونورا فاني (بالإيطالية: Leonora Fani)‏ هي ممثلة إيطالية، ولدت في 18 فبراير 1954 في Crocetta del Montello ‏ في إيطاليا.

## وصلات خارجية
- ليونورا فاني على موقع IMDb (الإنجليزية)
- ليونورا فاني على موقع روتن توميتوز (الإنجليزية)
- ليونورا فاني على موقع ألو سيني (الفرنسية)
- ليونورا فاني على موقع قاعدة بيانات الفيلم (الإنجليزية)
- ليونورا فاني على موقع ليتربوكسد (الإنجليزية)
- ليونورا فاني على موقع كينوبويسك (الروسية)